# Amina Priscille Longoh
Amina Priscille Longoh (Sarh, Txad, 1991) és una política i activista humanitària txadiana. Ha exercit com a ministra de la dona i la protecció de la primera infància al govern del Txad des del juliol de 2020.
Longoh va néixer el 1991 a Sarh, la capital de la regió de Moyen-Chari del Txad.
Llicenciatura en administració d'empreses pel Wintech Professional Institute de Ghana, així com un màster en administració d'empreses per Sup'Management. Després de treballar al sector petrolier per a Glencore del 2013 al 2018, va deixar l'empresa per centrar-se en el treball humanitari.
El 2016, Longoh va fundar Tchad Helping Hands, una organització benèfica centrada en donar suport a les dones i nenes txadianes. La gènesi de la fundació va ser una recaptació de fons que havia organitzat per a una nena de 2 anys que tenia càncer d'ull. Els fons no van arribar a temps i la noia va morir. Volent ser capaç de respondre a les crisis més ràpidament en el futur, va llançar Tchad Helping Hands més tard aquell any.
Longoh va ser nomenada pel president Idriss Déby com a directora de la Maison Nationale de la Femme (Casa Nacional de la Dona) el 2019. També va exercir com a comissionada d'educació de la Unió Panafricana de la Joventut.
El juliol de 2020, Déby la va nomenar ministra de la dona i la protecció de la primera infància. Als 29 anys, era la ministra més jove del gabinet recentment remodelat juntament amb el nou ministre de Joventut i Esports, Routouang Mohamed Ndonga Christian. Va ser una de les nou dones del gabinet de 35 membres. Va continuar en exercici després dels canvis en el gabinet sota el president de transició Mahamat Déby, que va exercir com a tal després de la mort del seu pare.
Longoh ha advocat contra la marginació social i econòmica de les dones, i a favor del paper de les dones en la unitat i la identitat panafricana.
La ministra va ser objecte d'una polèmica el novembre del 2020 quan va circular en línia una foto d'ella sostenint un Alcorà, que era un regal d'estudiants d'una escola alcorànica. Alguns musulmans creuen que els no musulmans no haurien de tocar directament el llibre sagrat. Ella es va disculpar, va eliminar la foto del seu perfil de xarxes socials i va demanar perdó a la comunitat musulmana.
Longoh està casada i té dos fills.